# Невельська вулиця (Київ)
Не́вельська ву́лиця — зникла вулиця, що існувала в Подільському районі міста Києва, місцевість Пріорка. Пролягала від Дзвінкової до Коростишівської вулиці.
Прилучалися вулиці Велика Мостицька, Левченка.

## Історія
Вулиця виникла в середині XX століття під назвою 714-та Нова. Назву Невельська, вулиця набула 1953 року, на честь міста Невельськ. Ліквідована в зв'язку зі зміною забудови на початку 1980-х років.